# Loure
Loure är en gammal fransk dans i 3/4 eller 6/4 takt, i långsamt tempo, i stil liknande sarabanden, men med ett egendomligt framhävande av upptakten. Loure finns bland annat i stiliserad form i sviter från 1700-talet, exempelvis hos Johann Sebastian Bach.